# Индоевропски језици
Породица индоевропских језика је једна од најпроширенијих језичких породица, која обухвата готово све европске језике (у Европи и у земљама које су населили Европљани) и знатан број језика у југозападној и јужној Азији. Ти језици, посебно у свом старијем облику, показују такву сродност и таква подударна обележја у фонетици, морфологији и лексици, да се безусловно мора закључити да су они, у старије доба, били тешње међусобно повезани и да су творили језичку заједницу. Претпостављени прајезик из којег су се развили сви индоевропски језици назива се праиндоевропски језик. Од њега није остало никаквог писаног трага, али се методама компаративне лингвистике може реконструисати део речника и граматике тог језика. На основу реконструисаног речника може се претпоставити да се тим језиком говорило на прелазу из млађег каменога у бронзано доба.
Индоевропски језици се начелно деле у десет грана:
- Балтословенска грана
- Германска грана
- Италска грана
- Хеленска грана
- Албанска грана
- Јерменска грана
- Келтска грана
- Индоиранска грана
- Анатолска грана
- Тохарска грана

## Балтословенски језици
Деле се у две групе:
- Балтички језици
- Словенски језици

### Балтички језици
- Литвански
- Летонски
- Старопруски

### Словенски језици

#### Јужна група
- Српски
- Хрватски
- Словеначки
- Македонски
- Бошњачки
- Црногорски
- Бугарски
- Старословенски

#### Источна група
- Руски
- Белоруски
- Украјински
- Русински

#### Западна група
- Пољски
- Кашупски
- Полапски
- Чешки
- Словачки
- Доњолужичкосрпски
- Горњолужичкосрпски

## Германски језици
Германски језици су део индоевропске језичке породице. Најранији књижевни документ на једном германском језику је превод Светог писма епископа Вулфиле на готски. Данас се германски језици деле на три групе:
1. источногермански језици су мртви, а то су готски, вандалски и бургундски
2. северногермански су шведски, норвешки (скоро једнаки језици), дански, исландски и ферјарски
3. западногермански су енглески, немачки (са бројним дијалектима, од којих се неки врло разликују од стандардног немачког), холандски, фризијски језици (западнофризијски, сатерландски и севернофризијски), африкански, јидиш и луксембуршки.

Германске језике одликује скуп фонетских промена, пре свега у консонантизму (најупадљивије оне промене познате под заједничким именом „гримов закон“), реструктурирање индоевропског глаголског система и висок проценат речи које се не налазе ван германског језичког простора.

## Италски језици
Италски језици су грана индоевропских језика у коју спадају стари језици попут латинског, оскијског, умбријског, итд, као и модерни романски језици, који су се развили из латинског.
Романски језици су део италских језика. Овај скуп обухвата језике који потичу од латинског језика. Већина њих се развила из наречја латинског језика, односно „вулгарног латинског“ (Latina vulgata), којима су, по распаду Римског царства, говорили „обични“ људи на просторима које данас заузимају Италија, Португал, Румунија, Француска и Шпанија.

## Грчки језик
Је један од најбоље документованих језика, како светских тако и индоевропских језика. Постоје писани документи на старом грчком језику за период од, скоро, 3000 година. Најстарија форма грчког је микенски грчки који се говорио за време тзв. ахејског периода.
Савремени грчки је живи језик и један од најбогатијих језика данашњице, са фондом од преко 600.000 речи. Неки стручњаци пренаглашавају његову сличност са хиљадама година старијим класичним грчким. Разумевање између ова два језика је ствар расправе.

## Албански језик
Албански језик је индоевропски језик, који сам представља једну грану ове породице језика. Током историје, албански језик је усвајао речи из низа страних језика: латинског, словенских језика, турског, старогрчког, италијанског и других језика. Албански језик је у далекој вези са словенским и балтичким језицима, а сматра се да је у блиској вези са изумрлим илирским језиком.

## Јерменски језик
Језик Јермена. Користи га око 3 милиона људи. Садржи елементе преузетих из других језика, највише персијског, грчког и сиријског.
Од осталих индоевропских језика разликује се фонетским системом, који је преузет из кавкаских језика. Старојерменски је остао у употреби у цркви и науци. Заједно са индоиранским, балтословенским, албанским и трачким језицима припада сатемској скупини.
Има 32 дијалекта.

## Келтски језици
Потекли су од протокелтског језика. Током првог миленијума пре нове ере, коришћен је широм Европе, од Британских острва до Мале Азије. Данас су келтски језици остали у употреби само у неким деловима Велике Британије, Бретање (Француска) и Канаде.

## Аријски (индоирански) језици
Деле се у три групе:
- Индоаријски језици
- Ирански језици
- Нуристански језици

### Ирански језици
- Ирански
  - Западноперсијски језици
    - Северозападноирански језици
      - Медијски језик
      - Парћански језик
      - Белучки језик
      - Каспијски језик
      - Курдски језик
        - Курманџи језик
        - Сорански језик
        - Јужнокурдски језик

    - Југозападноиранск језици
      - Персијски језик
      - Лури језик

  - Источноирански језици
    - Североисточноирански језици
      - Бактријски језик
      - Авестански језик
      - Скитско-осетински језик

    - Југоисточноирански језици
      - Пашто језик
      - Памирски језици
        - Мунџи језик
        - Шунги језик

### Индоаријски језици
(потребно написати)

### Нуристански језици
(потребно написати)

## Анатолски језици
Анатолски језици представљају групу језика који су се говорили на тлу Мале Азије, па стога имају и други назив - Малоазијски. Ови језици су фактички изумрли, али је доказ њиховог постојања сачуван у многим црквеним списима.
- Старији
  - Хетитски језик †
  - Лувијски језик †
  - Палајски језик †
- Новији
  - Ликијски језик †
  - Лидијски језик †
  - Каријски језик †
  - Сидетијски језик †
  - Писидијски језик †

## Тохарски језици
Тохарски језици су једна од најзагонетнијих грана индоевропске језичке групе. Састоји се из 2 језика, Тохарски А (Турфански, Арси или Источно Тохарски) и Тохарски Б (Кучеански или Западно Тохарски). Ови језици су били живи негде од шестог до осмог века, а онда су изумрли, услед ширења Ујгурских племена.
Тохарски језици су кориштени у басену реке Тарим у средњој Азији, што данас одговара провинцији Синкјанг у Кини.
Име језика је узето од појма Тохарци (грчки: Τόχαροι, Tokharoi) који су користили грчки историчари (Птолемеј VI, 11, 6). Израз Тохаристан се обично повезује са Бактријом у првом миленијуму нове ере.

## Палеобалкански језици
На подручју Балкана и јужне Италије се у античко доба говорило неколико језика који су класификовани као индоевропски. За њих се користи заједнички назив палеобалкански језици, иако су подаци о њима оскудни, па се не може тачно утврдити колико су они били сродни једни другима или сродни осталим индоевропским језицима.
Списак палеобалканских језика:
- Старомакедонски језик
- Дачки језик
- Илирски језик
- Либурнијски језик
- Месапски језик
- Мизијски језик
- Пеонски језик
- Фригијски језик
- Трачки језик
- Венетски језик

### Базе података
- Dyen, Isidore; Kruskal, Joseph; Black, Paul (1997). „Comparative Indo-European”. wordgumbo. Приступљено 13. 12. 2009.
- „Indo-European”. LLOW Languages of the World. Архивирано из оригинала 10. 10. 2017. г. Приступљено 14. 12. 2009.
- „Indo-European Documentation Center”. Linguistics Research Center, University of Texas at Austin. 2009. Архивирано из оригинала 3. 9. 2009. г. Приступљено 14. 12. 2009.
- Lewis, M. Paul, ур. (2009). „Language Family Trees: Indo-European”. Ethnologue: Languages of the World, Online version (Sixteenth изд.). Dallas, Tex.: SIL International..
- „Thesaurus Indogermanischer Text- und Sprachmaterialien: TITUS” (на језику: German). TITUS, University of Frankfurt. 2003. Приступљено 13. 12. 2009.
- „Indo-European Lexical Cognacy Database (IELex)”. Max Planck Institute for Psycholinguistics, Nijmegen. Архивирано из оригинала 07. 11. 2015. г. Приступљено 03. 01. 2022.

### Лексика
- „Indo-European Etymological Dictionary (IEED)”. Leiden, Netherlands: Department of Comparative Indo-European Linguistics, Leiden University. Архивирано из оригинала 7. 2. 2006. г. Приступљено 14. 12. 2009.
- „Indo-European Roots Index”. The American Heritage Dictionary of the English Language (Fourth изд.). Internet Archive: Wayback Machine. 22. 8. 2008 [2000]. Архивирано из оригинала 17. 2. 2009. г. Приступљено 9. 12. 2009.
- Köbler, Gerhard (2014). Indogermanisches Wörterbuch (на језику: German) (5th изд.). Gerhard Köbler. Приступљено 29. 3. 2015.
- Schalin, Johan (2009). „Lexicon of Early Indo-European Loanwords Preserved in Finnish”. Johan Schalin. Приступљено 9. 12. 2009.